# Bhagyaiah Chinnabathini
Bhagyaiah Chinnabathini (* 19. September 1956 in Motakondur-Yadagirigutta, Mandal, Indien) ist ein indischer Geistlicher und römisch-katholischer Bischof von Guntur.

## Leben
Bhagyaiah Chinnabathini besuchte das Knabenseminar in Warangal  und studierte anschließend Philosophie und Theologie am Regionalseminar in Hyderabad. Er empfing am 3. Mai 1983 das Sakrament der Priesterweihe für das Bistum Nalgonda.
Nach der Priesterweihe war er in verschiedenen Gemeinden in der Pfarrseelsorge tätig und studierte an der Osmania University in Hyderabad sowie der Annamalai University, wo er Abschlüsse in Literatur und Erziehungswissenschaften erwarb. Von 1994 bis 1995 war er Kaplan in Herford und erhielt in Köln eine Ausbildung für eine Tätigkeit im Kolpingwerk. Von 1995 bis 2002 leitete er das Kolpingzentrum und das diözesane Jugendzentrum in Nalgonda. 2003 ging er als Seelsorger nach England und kam 2004 erneut nach Deutschland. Nach Vertretungen in Northeim, Veltheim und Bilshausen war er von 2007 bis 2011 Pfarrer an St. Marien in Hannover. Nach seiner Rückkehr nach Indien war er Pfarrer in Miryalaguda.
Am 25. Juni 2016 ernannte ihn Papst Franziskus zum Bischof von Guntur. Die Bischofsweihe spendete ihm der Apostolische Nuntius in Indien, Erzbischof Salvatore Pennacchio, am 8. September desselben Jahres. Mitkonsekratoren waren der Erzbischof von Visakhapatnam, Prakash Mallavarapu, und der Bischof von Nalgonda, Joji Govindu.